# 진도 철마산성
진도 철마산성은 전라남도 진도군 군내면 월가리에 있는 산성이다. 2012년 2월 29일 진도군의 향토문화유산(유형유산) 제7호로 지정되었다.

## 개요
철마산은 진도읍의 진산으로 북산(망적산)과는 전혀 다른 봉우리이다. 이 산에서 고을 수령이 매년 정한 날짜에 철마신상을 모시고 제사지내던 마조단이 있어 붙여진 이름이다.
철마산성의 건립연대를 알 수 있는 기록으로는 《옥주지》 산천조에 나오는 ‘진도의 주산으로서 진도의 북쪽 20리(2리의 오기로 보임) 지점에 있는데 옛날 뇌산현(군)때 산성을 쌓아서 관방처로 삼았다’고 한 것이 전부이다. 이로 미루어 통일신라 때 군사적 목적으로 건립한 산성인 것으로 추정된다.
철마산성에 대한 기존의 조사는 목포대학교 박물관에 의해 1983년과 1986년 그리고 1992년 등 세 차례에 걸친 지표조사, 2006년 문화유적분포지도 작성을 위한 정밀지표조사, 진도군 향토유적 지정을 위한 조사 등 5차례에 걸친 조사가 있었다. 이 중 1992년 조사에서 수습된 다량의 기와편을 통해 통일신라시대부터 조선시대까지 시설물이 존재하였음이 확인되었다.
진도 철마산성은 진도읍의 동북쪽에 위치한 철마산(303.5m)의 정상 부분을 둘러싸고 축조한 테뫼식 산성이다. 철마산의 정상부는 대체로 분지형의 평탄한 대지를 이루고 있고, 산외면은 암벽으로 된 급경사 지형인 관계로 성축 또한 대부분 암벽 사이에 보축하거나 암벽 상단에 2~3단만 축조하였다.
철마산성에서 확인할 수 있는 잔존성벽은 남쪽과 남동쪽, 동쪽에 일부만 남아 있고, 북동쪽에서 북서쪽에 이르는 구간은 덤불이 우거져 확인하기 어렵다. 암벽위에 2~3단 축조하였다고 하는 곳은 많은 부분이 무너진 상태로 남서쪽에 1단, 동쪽에 일부구간 2단정도가 확인된다.